# Luzerner und Unterwaldner Voralpen (SOIUSA)
Die Luzerner und Unterwaldner Voralpen sind der Unterabschnitt 14.III der SOIUSA-Klassifizierung der Schweizer Voralpen.
Sie befinden sich in den Kantonen Luzern, Obwalden und Nidwalden. Die wichtigsten Gipfel unten werden nach anderen Klassifikationen zu den Emmentaler Alpen gerechnet. Sie bestehen nach SOIUSA aus den Obergruppen Luzerner Voralpen und Unterwaldner Voralpen.

## Grenzen
Sie grenzen laut SOIUSA:
- Im Norden an das Mittelland getrennt von Schangnau, Entlebuch, Kleine Emme und Vierwaldstättersee
- im Osten an die Schwyzer und Urner Voralpen begrenzt vom Vierwaldstättersee (im Süden Urnersee)
- im Südosten an die Urner Alpen getrennt von Haslital, Gental, Jochpass, Griessental, Grosstal und Isital
- im Südwesten an die Berner Voralpen begrenzt vom Emmental, Südelgraben, Mariental, Chringe, Altibach, Lungerersee und Brünigpass

## Wichtigste Gipfel
- Ruchstock – 2814 m
- Rotsandnollen – 2700 m
- Huetstock (Wild Geissberg) – 2676 m
- Walenstöcke – 2572 m
- Glogghüs – 2534 m
- Hochstollen – 2481 m
- Chaiserstuel – 2400 m
- Pilatus – 2128 m
- Schrattenfluh – 2093 m
- Fürstein – 2040 m
- Napf – 1408 m